# براد جاكوبس
براد جاكوبس (بالإنجليزية: Brad Jacobs)‏ (و. 1985  م) هو لاعب الكرلنغ كندي، ولد في سو ساينت ماري، شارك في الألعاب الأولمبية الشتوية 2014، وكيرلنج في الألعاب الأولمبية الشتوية 2014 – منافسة الرجال ‏.
.

## التعليم
تعلم في جامعة الغوما.

## روابط خارجية
- براد جاكوبس على موقع الاتحاد الدولي للكرلنغ (الإنجليزية)
- براد جاكوبس على موقع اللجنة الأولمبية الدولية (الإنجليزية)
- براد جاكوبس على موقع أوليمبيديا (الإنجليزية)
- براد جاكوبس على موقع اللجنة الأولمبية الكندية (الإنجليزية)